# Dactylocladius clavaticornis
Dactylocladius clavaticornis är en tvåvingeart som först beskrevs av Jean-Jacques Kieffer 1915.  Dactylocladius clavaticornis ingår i släktet Dactylocladius och familjen fjädermyggor. Inga underarter finns listade i Catalogue of Life.